# Alpe Meggiana
L'Alpe Meggiana (o Alpe di Meggiana) è un ampio alpeggio situato nel territorio comunale di Piode, nella Valsesia, in Piemonte, a 1560 m s.l.m. Il toponimo deriva dal termine "mezzana", che indica la quota media rispetto ad altri pascoli.

## Storia
I primi documenti che menzionano l'Alpe Meggiana risalgono al 1162. Nel Medioevo l'alpeggio intratteneva rapporti commerciali oltre che con le località circostanti anche con i centri della Pianura padana, in particolare veniva utilizzato per la transumanza del bestiame dell'Abbazia di San Nazzaro Sesia, che detenevano diritti feudali sull'area.
A fine del XVI secolo l'alpeggio durante l'estate ospitava fino a 180 persone. Durante la Resistenza le baite dell'alpe vennero utilizzate con continuità come rifugio dai partigiani. Oggi alcune delle costruzioni dell'alpeggio sono state ristrutturate e vengono utilizzate come case per vacanza.

## Edifici di interesse
- All'Alpe Meggiana si trova la chiesa della Natività di Maria Vergine, detta anche Madonna di Prapolla (prato della polla). L'edificio venne costruito attorno al 1594 e nel 1599 fu visitato dal vescovo Carlo Bascapè. Ha una copertura in lose ed è preceduto da un piccolo porticato. Orientata verso est[7], la chiesa viene tradizionalmente raggiunta da una processione che si svolge ad inizio agosto.[8]
- L'apeggio ospita il Rifugio Alpe Meggiana, aperto durante l'estate.[9]

## Infrastrutture e trasporti
L'alpe è collegata al centro comunale con un sentiero pedonale e con una strada carrozzabile. All'Alpe Meggiana è presente inoltre una piccola aviosuperficie destinata all'atterraggio e decollo di ultraleggeri.